# Чермак, Густав
Густав Чермак, эдлер фон Зейзенегг (нем. Gustav Tschermak Edler von Seysenegg; 19 апреля 1836, Литовел (Моравия) — 4 мая 1927, Вена) — австрийский минералог и петрограф.

## Биография
Окончил Венский университет. С 1862 года работал в Императорском минералогическом кабинете в Вене (директор: в 1868—1877). Профессор Венского университета (с 1868 года).
Основные труды по минералогии алюмосиликатов; разработал теорию их строения, основанную на представлениях об изоморфизме. Исследовал метеориты и предложил гипотезу об их образовании в результате вулканических взрывов на астероидах.
Основал (1872) журнал Mineralogische Mitteilungen, впоследствии названный его именем (Tschermaks Mineralogische und Petrographische Mitteilungen; ныне Mineralogy and Petrology).
Член Императорской Академии наук в Вене (1875, член-корр. 1866). Первый президент (1901) Венского минералогического общества (ныне Австрийское минералогическое общество). Иностранный почётный член Петербургской АН (1912).
В честь Густава Чермака назван минерал чермакит.
Сын Густава Чермака, Эрих Чермак-Зейзенегг (1871—1962), был учёным-генетиком, работал над скрещиванием сельскохозяйственных и садовых растений.
Похоронен на венском Дёблингском кладбище.